# Schmitzofulvius
Schmitzofulvius is een geslacht van wantsen uit de familie van de Miridae (Blindwantsen). Het geslacht werd voor het eerst wetenschappelijk beschreven door Gorczyca in 1998.

## Soorten
Het genus bevat de volgende soorten:

- Schmitzofulvius bigibber Gorczyca, 1998
- Schmitzofulvius niger Gorczyca, 1998